# Janez Lapajne
Janez Lapajne [jánez lapájne], slovenski filmski režiser, * 24. junij 1967, Celje, Slovenija.

## Življenje
Lapajne je odraščal v Ljubljani, kjer se je tudi šolal. Diplomiral je iz filmske režije na Univerzi v Ljubljani. Za njegovo ustvarjanje je značilno režiranje brez snemalne knjige. Posebno pozornost posveča skladnemu ritmu filmske celote. Za svoje študentske filme je prejel številne nagrade doma in na tujem, med temi tudi Univerzitetno Prešernovo nagrado za Smehljaj ter Grand Prix - zlati dinozaver v poljskem Krakovu za Črepinjice. Njegova prva celovečerna filma, prvenec Šelestenje in drugi celovečerec Kratki stiki, ki sta nastala v pogojih gverilske produkcije, sta vsak v svojem času postala absolutna zmagovalca Festivala slovenskega filma v Portorožu, nato pa zelo uspešno potovala po svetovnih festivalih. Vsi Lapajnetovi filmi so bili doma in po svetu deležni odličnih kritiških ocen, zaenkrat pa avtorjev ustvarjalni vrh predstavljata celovečerec Osebna prtljaga in kratki film Kdo se boji črnega moža?, ki je prejel več kot petindvajset nagrad na mednarodnih festivalih, tretjino od vseh v Združenih državah Amerike. 
Janez Lapajne režira tudi v gledališču, na televiziji in na radiu. Leta 2004 je ustanovil PoEtiko - občasno akademijo za raziskovanje umetnosti filmske režije, ki jo tudi vodi kot mentor. V tej vlogi je večkrat sodeloval tudi na Filmskem taboru Kolpa v Črnomlju. Bil je prvi predsednik Društva slovenskih režiserjev (Directors Guild of Slovenia), nekaj let pa predavatelj na Inštitutu in akademiji za multimedije v Ljubljani. Pod Lapajnetovim mentorstvom so svojo filmsko pot začeli ali se pri njem izobraževali tudi Nejc Gazvoda, Rok Biček, Sonja Prosenc, Luka Bajt, Alen Pavšar, Luka Puš, Peter Bizjak, Jure Dostal, Rožle Bregar, Urša Menart, Mitja Okorn in drugi. K celovečercem nekaterih nekdanjih slušateljev je Lapajne pozneje v različnih vlogah, posebno pri montaži, prispeval pomemben avtorski delež.
Kot producent se je doslej podpisal pod tri uspešne celovečerne filme. Vsi trije so postali veliki zmagovalci Festivala slovenskega filma in pobirali nagrade na mednarodnih festivalih širom po svetu.
Lapajne je član Evropske filmske akademije (EFA).
Je sin geofizika Janeza K. Lapajneta in sorodnik slikarke Ivane Kobilce.

## Dela

### Filmografija
- 2019 - Dromedar (Triglav film), kratki igrani (režiser, producent, scenarist, montažer, scenograf)
- 2012 - Kdo se boji črnega moža? (Triglav film), kratki igrani (režiser, scenarist, montažer, scenograf)
- 2009 - Osebna prtljaga (Triglav film), celovečerni igrani (režiser, scenarist, montažer, scenograf)
- 2006 - Kratki stiki (Triglav film), celovečerni igrani (režiser, producent, scenarist, montažer, scenograf)
- 2002 - Šelestenje (Triglav film, VPK), celovečerni igrani prvenec (režiser, producent, scenarist, montažer, scenograf)
- 1997 - Črepinjice (Univerza v Ljubljani), diplomski kratki igrani (režiser, scenarist)
- 1997 - Rudnik rjavega premoga Kanižarica v zapiranju (Orson), kratki dokumentarni (režiser, scenarist)
- 1996 - Smehljaj (Univerza v Ljubljani), kratki igrani (režiser, scenarist, kostumograf)
- 1995 - Električni stol nad Ljubljano ali Kaj počne slikar z dvema kovčkoma (Univerza v Ljubljani in Radiotelevizija Slovenija), kratki dokumentarni (režiser, scenarist)
- 1992 - Črnordeče (Zveza kulturnih organizacij Slovenije), kratki igrani (režiser, scenarist, scenograf, kostumograf)

- delo pri filmih drugih režiserjev:
- 2013 - Razredni sovražnik (Triglav film, režija Rok Biček), celovečerni igrani prvenec (producent, scenarist, montažer)
- 2013 - Dvojina (Perfo, režija Nejc Gazvoda), celovečerni igrani (scenarist, montažer)
- 2011 - Izlet (Perfo, Invida, MC Krka, režija Nejc Gazvoda), celovečerni igrani prvenec (montažer)
- 2008 - Dan v Benetkah (Univerza v Ljubljani, režija Rok Biček), kratki igrani (oblikovalec napisov)
- 2007 - Družina (Univerza v Ljubljani in Radiotelevizija Slovenija, režija Rok Biček), kratki dokumentarni (oblikovalec napisov)
- 2004 - Solzice (Univerza v Ljubljani in Radiotelevizija Slovenija, režija Aiken Veronika Prosenc), kratki igrani (scenarist, montažer)
- 2001 - Tiigra (Studio Arkadena, režija Nataša Matjašec), srednjemetražni igrano-dokumentarni (nastop - kot Janez Lapajne)
- 1996 - Pepelca (Univerza v Ljubljani in Radiotelevizija Slovenija, režija Martin Srebotnjak), kratki dokumentarni (soscenarist)

### Delo v gledališču
- 2007 - Nejc Gazvoda: Gugalnica (Imaginarni, Slovenija) - krstna izvedba - v sezoni 2007/08 (režiser, scenograf)
- 2006 - Neil LaBute: Razsutje/Igre poslednjih dni (Imaginarni in Mini Teater, Slovenija) - slovenska praizvedba - v sezoni 2005/06 (režiser, scenograf)
- 2004 - John Osborne: Ozri se v gnevu (Mestno gledališče ljubljansko, Slovenija) - na repertoarju MGL v sezoni 2004/05 (režiser, scenograf, avtor videa)
- 2004 - David Auburn: Dokaz (Slovensko ljudsko gledališče Celje, Slovenija) - slovenska praizvedba - na repertoarju SLG Celje v sezoni 2003/04 (režiser)
- 1999 - Več avtorjev: Spogledljivosti (Študentska organizacija Univerze v Ljubljani, Primorski poletni festival in Orson, Slovenija) - krstna izvedba - na sporedu 6. primorskega poletnega festivala, Koper 1999 (soavtor dramskega besedila, režiser, scenograf, kostumograf)

- delo pri gledaliških predstavah drugih režiserjev:
- 2017 - Nejc Gazvoda, Rok Biček, Janez Lapajne: Razredni sovražnik/Triedny nepriateľ (Mestno gledališče Žilina/Mestské divadlo Žilina, Slovaška, režija Júlia Rázusová) - na repertoarju Mestnega gledališča Žilina v sezoni 2016/17 (soavtor dramskega besedila)
- 2010 - Ingmar Bergman: Jesenska sonata (Prešernovo gledališče Kranj, Slovenija, režija Janez Pipan) - na repertoarju SLG Celje v sezoni 2009/10 (režiser filmske projekcije)
- 2003 - Witold Gombrowicz: Ivona, princesa Burgundije (Prešernovo gledališče Kranj, Slovenija, režija Vito Taufer) - na repertoarju PG Kranj v sezoni 2003/04 (avtor videa)
- 1996 - Matjaž Kmecl: Trubar (Cankarjev dom, Radiotelevizija Slovenija in Micom, Slovenija, režija Boris Kobal) - krstna izvedba - v sezoni 1996/97 (igralec)